# Barrage de Kestel
Pour les articles homonymes, voir Kestel.
Le barrage de Kestel est un barrage en Turquie. Le barrage est proche de la ville de Bergama. La rivière coupé par le barrage s'appelle rivière de Kestel (Kestel Çayı, Kestel Deresi ou Ilıca Deresi).

## Sources
- (en) « Kestel Dam », sur Agence gouvernementale turque des travaux hydrauliques (DSI)